# Majoidea
Majoidea Samouelle, 1819 è una superfamiglia di granchi.

## Tassonomia
In questa superfamiglia sono riconosciute 7 famiglie:
- Epialtidae MacLeay, 1838
- Hymenosomatidae MacLeay, 1838
- Inachidae MacLeay, 1838
- Inachoididae Dana, 1851
- Majidae Samouelle, 1819
- Mithracidae MacLeay, 1838
- Oregoniidae Garth, 1958